# Notvergabe
Notvergabe bezeichnet die Vergabe eines öffentlichen Auftrags an einen Unternehmer im Verhandlungsverfahren ohne Teilnahmewettbewerb.
Nach Art. 5 Abs. 5 der Verordnung (EG) Nr. 1370/2007 über öffentliche Personenverkehrsdienste auf Straße und Schiene ist die Notvergabe im ÖPNV zulässig, wenn andernfalls eine Unterbrechung eines Verkehrsdienstes eintreten oder unmittelbar drohen würde. Dies ist der Fall entweder wenn der Verkehrsdienst tatsächlich nicht mehr erbracht wird (etwa weil das Unternehmen wegen Insolvenz den Betrieb eingestellt hat) oder wenn die rechtzeitige Durchführung eines Vergabeverfahrens vor Auslaufen des bisherigen Verkehrsvertrags nicht mehr möglich ist.
In einem solchen Fall stehen der öffentlichen Hand folgende abschließend aufgeführten Instrumente zur Verfügung:
- eine Direktvergabe an ein Unternehmen ohne die sonst hierfür geltenden Einschränkungen
- eine Ausweitung eines bestehenden Verkehrsvertrags
- eine Auflage zur Übernahme bestimmter gemeinschaftlicher Verpflichtungen

Die Notvergabe ist unabhängig davon zulässig, ob der öffentlichen Hand ein Verschulden am Eintreten der die Voraussetzungen begründenden Umstände trifft. Dies folgt aus der großen Bedeutung des ÖPNV für die Daseinsvorsorge.
Die Vergabe eines öffentlichen Auftrags im Wege der Notvergabe darf einen Zeitraum von zwei Jahren nicht überschreiten. Innerhalb dieses Zeitraums ist ein normales Vergabeverfahren durchzuführen.